# Raymond Cattell
Raymond Bernard Cattell (ur. 20 marca 1905 – zm. 2 lutego 1998) – amerykański psycholog, był jednym z pionierów badań nad osobowością. Najważniejszym ich celem było odszukanie praw określających, jak ludzie o odmiennych osobowościach zachowują się w różnych sytuacjach i środowiskach. Zajmował się badaniami nad inteligencją, rozwinął teorię inteligencji płynnej, zdefiniował też pojęcie inteligencji skrystalizowanej. Stworzył Test Inteligencji Niezależny Kulturowo nazwany jego nazwiskiem.